# Passow (Mecklenburg)
Passow település Németországban, Mecklenburg-Elő-Pomeránia tartományban. Lakosainak száma 691 fő (2023. december 31.).

## Népesség
A település népességének változása:
| Lakosok száma | 695  | 686  | 679  | 699  | 693  | 691  |
|               | 2014 | 2017 | 2019 | 2021 | 2022 | 2023 |